# Список персонажів мультсеріалу «Сімпсони»

Персонажі Сімпсонів.

Наведений нижче список є переліком персонажів американського анімаційного серіалу «Сімпсони». Персонажів згруповано за кількома принципами: за родиною, за місцем роботи, навчання, за уподобаннями і родом діяльності. Цей перелік є неповним і не містить численних епізодичних персонажів, чия значимість для серіалу є невеликою.

## Родина Сімпсонів
- Гомер Джей Сімпсон — батько родини, гладкий, лисий, ледачий і не дуже розумний. Він часто поводиться абсурдно, егоїстично і нетактовно.
- Марджері «Мардж» Сімпсон — дружина Гомера, дівоче ім'я — Був'є. Домогосподарка, майже весь час проводить вдома, доглядаючи за наймолодшою дитиною Меґґі, а також за Бартом і Лісою, і навіть за чоловіком. Її найвідоміша особливість — блакитне волосся, зібране у високу зачіску.
- Бартоломео «Барт» Сімпсон — 10-літній син Гомера і Мардж Сімпсон, найстарша дитина в сім'ї, втіллення образу непослуха, бешкетника і посереднього учня в школі.
- Ліса Мері Сімпсон — дочка Гомера і Мардж Сімпсон, надзвичайно розумна, не по літах розвинена, суспільно активна дівчинка. Любить джаз та грає на саксофоні, цікавиться філософією, наукою, історією. Активіст із захисту довкілля і прав тварин. Стала буддисткою і вегетаріанкою.
- Маргарет «Меґґі» Сімпсон — найменша дочка Гомера і Мардж Сімпсон. Протягом усіх років серіалу не росте і завжди залишається немовлям у повзунках та підгузнику.

### Родичі Сімпсонів
- Абрахам Сімпсон — батько Гомера.
- Мона Сімпсон — мати Гомера (померла).
- Жаклін Був'є — мати Мардж.
- Кленсі Був'є — батько Мардж (померлий).
- Патті Був'є — сестра Мардж.
- Сельма Був'є — сестра Мардж.
- Герберт «Герб» Пауелл — зведений брат Гомера.
- Гледіс Був'є — тітка Мардж (померла).
- Еббі Сімпсон — сестра Гомера.
- Меґґі Молодша — дочка Меґґі, появилась в епізоді «Bart to the Future».

### Домашні тварини
- Маленький Помічник Санти — собака Сімпсонів.

Сніжок — кіт Сімпсонів. У першій серії він вже був мертвий і у Сімпсонів з'явився новий кіт — Сніжок II. Сніжок I прожив 4 роки від 1986 до 1990 рр. Він був похований на Спрінгфілдському кладовищі тварин. У серії 4 сезону «Хеловін 3» Барт намагався оживити Сніжка, але оживив тільки зомбі, яких перестріляв Гомер.
Ліза і Мардж взяли з притулку нового кота і назвали його Сніжок II, але цей кіт також впав і розбився. Третій кіт покінчив життя самогубством, втопившись в акваріумі. Четвертого Сніжка збила машина. Сніжка V Ліза знайшла на вулиці та щоб не платити за нову миску, назвала його Сніжок 2.1.

### Родичі Сімпсонів в епізодах Хелловіну
- Канг — батько Меґґі.
- Г'юго — брат близнюк Барта.

## Інші родини м. Спринґфілд

### Родина Фландерс
- Нед Фландерс — сусід Сімпсона
- Мод Фландерс — дружина Неда Фландерса (померла)
- Род Фландерс — син Неда і Мод Фландерс
- Тодд Фландерс — син Неда і Мод Фландерс

### Родина ван Гутен
- Кірк ван Гутен — батько Мілгауса і чоловік Луан ван Гутен
- Луан ван Гутен — дружина Кірка ван Гутена
- Мілгаус ван Гутен — син Кірка та Луан ван Гутенів. Найкращий друг Барта Сімпсона

### Родина Нахасапімапетілон
- Апу Нахасапімапетілон — власник магазину «Квікі-Март»
- Манджула Нахасапімапетілон — дружина Апу
- Санджей Нахасапімапетілон — брат Апу

### Родина Віґґам
- Кленсі Віґґам — ледачий, гладкий, незграбний і доволі недолугий шеф поліції м. Спринґфілд. Його основне заняття — споживання пампушок з кавою та інших солодощів. Свою роботу виконує дуже погано, майже всі злочини за нього розкривають інші. До того ж Віґґам, як й інші поліцейські, дуже корумпований, бере хабарі та взагалі зневажливо ставиться до особистих прав людини.
- Сара Віґґам — дружина Кленсі Віґґама
- Ральф Віггам — син Кленсі та Сари Віґґам

### Родина Гібберт
- Джуліус Гібберт — сімейний лікар Сімпсонів
- Берніс Гібберт — дружина доктора Гібберта

### Родина Лавджой
- Тімоті Лавджой — священик церкви м. Спринґфілд
- Гелен Лавджой — дружина отця Лавджоя
- Джессіка Лавджой — донька. більшу частину дії перебуває у приватній школі-інтернаті

### Родина Мюнц
- Нельсон Мюнц — хуліган в школі
- Місіс Мюнц — мати Нельсона
- Тато Мюнц — батько Нельсона, зник, коли йшов купувати Нельсону сигарети

### Родина Спаклер
- Клітус Спаклер — стереотипний американський «селюк»
- Брендін Спаклер — сестра і дружина Клітуса
- Вітні, Джитні, Дадлі, Інцест, Крістал Мет, Міжнародний Комбайн і Деньнародження — діти Брендін, двоє з яких є також дітьми Клітуса

## Працівники Спринґфілдської АЕС
- Монтгомері Бернс — мільярдер, власник Спринґфілдської АЕС
- Вейлон Смізерс — секретар і помічник п. Бернса
- Ленні Леонард — товариш Гомера Сімпсона по роботі
- Карл Карлсон — товариш Гомера Сімпсона по роботі
- Френк Граймс — старанний працівник АЕС,загинув від удару струмом
- Чарлі — друг Гомера, працює у хімічній лабораторії

## Спринґфілдська початкова школа

### Адміністрація
- Сеймур Скіннер — директор Спринґфілдської початкової школи
- Шкільний інспектор Чалмерз — шкільний інспектор

### Вчителі
- Една Крабапель — вчителька в класі Барта
- Елізабет Гувер — вчителька в класі Ліси
- Деві Ларго — вчитель музики
- Одрі МакКоннелл — вчителька третього класу

### Персонал
- Завгосп Віллі — емігрант із Шотландії. Дуже пишається своєю культурою і звичаями. Часто випиває, але, як справжній шотландець, ніколи не п'яніє і завжди перебуває у чудовій фізичній формі. Також розмовляє з сильним шотландським акцентом і має руде волосся і бороду.
- Отто Манн — водій шкільного автобуса
- Кухарка Доріс (потім — Дора) — кухарка в шкільному буфеті
- Шеймус Макморан — брат Віллі, з'являється у декількох серіях двірником

### Учні
- Мартін Принс — зразковий відмінник
- Венделл Бортон — блідий і хворобливий нервовий хлопчик
- База-Даних — стереотипний «ботан»
- Утер Зоркер — учень з Німеччини, що навчається у Спринґфілдській початковій школі за програмою обміну
- Джимбо Джонс — шкільний хуліган
- Кірні Ззізвіч — шкільний хуліган
- Дольф Старбім — шкільний хуліган
- Шеррі і Террі — дівчата-близнюки

## Влада
- Мері Бейлі — губернатор штату
- Мер Квімбі — мер м. Спринґфілд
- Суддя Рой Снайдер — старий суддя
- Лу і Едді — поліцейські

## Злочинці
- Снейк («Гадюка») Джейлберд — злочинець, рецидивіст
- Другий Номер Боб — колишній комік, злочинець
- Жирний Тоні — злочинець, представник італійської мафії
- Доктор Колоссус — злочинець-невдаха, вчений
- Генк Скорпіо — привітний і ввічливий 40-річний директор корпорації «Глобекс»

## Бізнесмени та їхні працівники
- Мо Сізлак — власник і бармен пивного бару «Таверна Мо», де Гомер та інші герої серіалу проводять багато часу. Має дуже неприємну зовнішність, мабуть тому, що раніше був професійним боксером. Скупий, заздрісний, швидко спалахує, має поганий характер.
- Продавець коміксів — надзвичайно товстий продавець і власник магазину коміксів
- Герман — однорукий ветеран, продавець військового антикваріату
- Луіджі Різото — власник і кухар італійського ресторану
- Лайонел Гуць — дешевий та некомпетентний адвокат
- Кнурман — промоутер пива «Кнур»
- Багатий техасець — стереотипний багатій
- Капітан Гораціо Маккаллістер — власник рибного ресторану і прогулянкової яхти
- Підліток зі скрипучим голосом (справжнє ім'я — Джеремі Пітерсон) — періодично з'являється на різноманітних роботах з обслуговування початкового рівня, син кухарки Дори

## Працівники ЗМІ та індустрії розваг
- Клоун Красті — місцева знаменитість
- Третій Номер Мел — помічник Красті
- Кент Брокман — ведучій програми новин
- Трой МакКлур — колишній відомий актор
- Райнер Вульфкасл — відомий актор, пародія на Шварценеґґера
- Білл і Марті — ведучі на радіо «KBBL-FM»
- Бджоловік — людина у костюмі бджоли. Працює ведучим на іспаномовному каналі «Ocho»

### Шоу Чуха і Сверблячки
- Чух — антропоморфна миша синього кольору, головний персонаж шоу
- Сверблячка — антропоморфний чорний кіт, головний персонаж шоу
- Рабко — «крутий дворняга-пес», персонаж шоу

## Інші персонажі
- Професор Фрінк — 39-річний напівбожевільний вчений
- Барні Ґамбл — невиліковний алкоголік, власник боулінг-клубу «Боул-о-рама»
- Нік Рів'єра — некомпетентний лікар
- Агнес Скіннер — мати директора школи Скіннера
- Диско Стю — підстаркуватий фан диско
- Ганс Молеман — виглядає як старий громадянин Спринґфілда, але йому лише 31 рік, що регулярно трапляє в різні халепи
- Джаспер Борода — 95-річний мешканець Спрингфілдського будинку престарілих
- Канг і Кодос — іншопланетяни, регулярно з'являються у святкових серіях «Хата жахів»
- Джебедая Спрингфілд — легендарний засновник міста Спринґфілд
- Елеонор Абернаті — «Божевільна з котами», психічно хвора 40-річна мешканка Спринґфілда.
- Рафаель — Спрінґфілдський різноробочий, віком за 40 років. Через те, що на у нього на обличчі увесь час пасивна усмішка, його називають «саркастичним».
- Ліндсі Нейджл — підприємиця, що також постійно працює на різних роботах, вона має IQ понад 140 і є чайлдфрі.
- Луїджі Різотто (англ. Luigi Rizotto), або просто Луїджі — шеф-кухар Піцерії Луїджі, що знаходиться у італійському кварталі міста Спрингфілд.